# 하규일
하규일(河圭一, 1867년~1937년 5월 2일)은 근세 조선과 일제 강점기의 가곡 명창이다. 본관은 진양(晉陽), 자는 성소(聖韶), 호는 금하(琴下)이며, 한양에서 태어났다.

## 생애
여섯 살 때부터 10여 년간 한문을 공부하고, 집안의 영향을 받아 가곡을 공부했다. 숙부 하준권(河俊權), 재종(再從) 하순일(河順一)이 모두 가곡의 대가였다. 1885년에는 하준권의 제자 최수보(崔壽甫)에게 배웠고, 다음에는 가곡 명창으로 이름을 날리던 《가곡원류》의 저자 박효관에게서 가곡을 닦았다. 나쁜 성대를 가졌으나 피나는 노력으로 성대를 바로잡고 근세 가곡의 거장으로 이름을 떨치었다.
한편, 관리로는 1901년 한성소윤(漢城少尹) 겸 한성 재판소 판사로 있었고, 1909년 내장원 문교 정리위원(內藏院文敎整理委員), 전남 독쇄관(督刷官), 1910년 진안군수(鎭安郡守) 등을 역임했다. 한일 병합 조약 이후에 관직을 그만두고, 1911년 정악전습소(正樂傳習所：調陽俱樂部)의 학감으로 취임하여 함재운(咸在韻), 명완벽(明完璧), 김인식(金仁湜) 등과 함께 연주·교육·편찬 등 국악 사업에서 활약하였다. 한편 당시 정악의 명인들로 구성된 수요회(水曜會)를 조직하여 좋은 연주를 들려주었고, 1926년 이왕직아악부 촉탁으로 십여 년간 가곡 전수에 헌신하였다. 그는 가곡의 명창으로뿐 아니라 오늘날 가곡의 전통이 이어져 오는 데 있어 큰 역할을 했다. 저서로 《가곡필휴》(歌曲必携)가 있다.